# Mistrzostwa Świata w Kolarstwie Torowym 1898
6. Mistrzostwa Świata w Kolarstwie Torowym 1898 odbyły się w stolicy Austro-Węgier – Wiedniu.

## Medaliści

### Mężczyźni
| Konkurencja                              | Złoto              | Srebro         | Brąz               |
| ---------------------------------------- | ------------------ | -------------- | ------------------ |
| Sprint indywidualny amatorów             | Paul Albert        | Ludwig Opel    | Thomas Summersgill |
| Wyścig ze startu zatrzymanego amatorów   | Albert-John Cherry | Gustav Graben  | Anton Huneck       |
| Sprint indywidualny zawodowców           | George Banker      | Franz Verheyen | Edmond Jacquelin   |
| Wyścig ze startu zatrzymanego zawodowców | Richard Palmer     |                |                    |

## Klasyfikacja medalowa
| Miejsce | Państwo              |   |   |   | Razem |
| ------- | -------------------- | - | - | - | ----- |
| 1.      | Wielka Brytania      | 2 | 0 | 1 | 3     |
| 2.      | Cesarstwo Niemieckie | 1 | 3 | 0 | 4     |
| 3.      | Stany Zjednoczone    | 1 | 0 | 0 | 1     |
| 4.      | Austro-Węgry         | 0 | 0 | 1 | 1     |
|         | Francja              | 0 | 0 | 1 | 1     |